# Црква Светог великомученика Пантелејмона у Селишту
Црква Светог великомученика Пантелејмона у Селишту, насељеном месту на територији града Прокупље, припада Епархији нишкој Српске православне цркве и посвећена је Светом великомученику Пантелејмону.
Храм се помиње у 16. веку, као црква Брајковица у подножју села Добротића, недалеко од Прокупља. На рушевинама исте цркве 2000. године мештани села Селиште подигли су нови храм и звоник који није освећен. 